# Karin Mattsson
Karin Anna Birgitta Mattsson, född 28 mars 1972 på Frösön i Jämtlands län, är en svensk idrottsledare.
Hon var 2005–2015 ordförande i Riksidrottsförbundet som första kvinna på posten. Hon var tidigare ledamot i Svenska Ridsportförbundets styrelse, åren 1993–2003. Mellan 2018 och 2024 var hon ordförande för Svenska skidförbundet.

## Biografi
Karin Mattsson har ridit sedan tioårsåldern och tävlade inom hästsport på lokal nivå. 1993 blev Mattsson ledamot i Svensk Ridsportförbundets styrelse, och där satt hon kvar fram till 2003. Redan 1995 trädde hon in i Riksidrottsstyrelsen, Riksidrottsförbundets styrande organ, som vice ordförande. Tio år senare valdes hon till dess ordförande.
Mattsson är utbildad personalvetare med en fil. kand. i sociologi. Innan hon blev ordförande för Riksidrottsförbundet arbetade hon med kompetensutveckling för LRF.
Mattsson var från 2008 gift med Henric Weijber och hette då Karin Mattsson Weijber. De är nu skilda och hon har återtagit sitt flicknamn.